# US Cremonese
Unione Sportiva Cremonese, normalt bare kaldt Cremonese, er en italiensk fodboldklub fra Cremona i Lombardiet. 
Klubben spiller pr. 2025/26 i Serie A. 
De opnåede oprykning ved at besejre Spezia sammenlagt 3-2 i playoff-finalerunden.

## Historie
Cremonese var i den bedste række i den første sæson med en samlet Serie A, 1929-30, men rykkede hurtigt ned. Klubben har siden været i Serie A et par gange, som det også er tilfældet nu (pr. 2025/26).
Klubben er kendt for spillertrøjens sølvgrå og røde striber. Heraf kommer også klubbens kaldenavn “Grigiorossi” (De grårøde).

## Spillere

### Nuværende trup
Oversigten er opdateret til og med 18. marts 2025 
| No. | Pos. | Nation | Spiller                              | Kom fra       |
| --- | ---- | ------ | ------------------------------------ | ------------- |
| 1   | MM   | ITA    | Andrea Fulignati(lånt fra Catanzaro) | Catanzaro     |
| 4   | FO   | ITA    | Tommaso Barbieri                     | Juventus      |
| 5   | FO   | ITA    | Luca Ravanelli                       | Sassuolo      |
| 6   | MI   | SUI    | Charles Pickel                       | Famalicao     |
| 7   | FO   | ITA    | Paulo Azzi                           | Cagliari      |
| 8   | MI   | ITA    | Mattia Valoti                        | Monza         |
| 9   | AN   | ITA    | Manuel De Luca                       | Sampdoria     |
| 11  | AN   | NOR    | Dennis Johnsen                       | Venezia       |
| 12  | MM   | ITA    | Giacomo Drago                        | Südtirol      |
| 14  | MI   | ITA    | Francesco Gelli                      | Frosinone     |
| 15  | FO   | ITA    | Matteo Bianchetti                    | Hellas Verona |
| 18  | MI   | ITA    | Michele Collocolo                    | Ascoli        |
| 19  | MI   | ITA    | Michele Castagnetti                  | SPAL          |
| 20  | AN   | ARG    | Franco Vàzquez                       | Parma         |
| 21  | MM   | ITA    | Gianluca Saro                        | Crotone       |

| No. | Pos. | Nation | Spiller                               | Kom fra       |
| --- | ---- | ------ | ------------------------------------- | ------------- |
| 23  | FO   | ITA    | Federico Ceccherini                   | Hellas Verona |
| 26  | FO   | BUL    | Valentin Antov (lejet fra Monza)      | Monza         |
| 27  | MI   | BEL    | Jari Vandeputte (lejet fra Catanzaro) | Catanzaro     |
| 30  | MM   | SWE    | Jakob Tånnander                       | Sirius        |
| 37  | MI   | SVN    | Zan Majer                             | Reggina       |
| 42  | FO   | ITA    | Lorenzo Moretti                       | Triestina     |
| 55  | FO   | ITA    | Fransesco Folino                      | Juve Stabia   |
| 57  | MI   | GEO    | Dachi Lordkipanidze                   | -             |
| 90  | AN   | ITA    | Federico Bonazzoli                    | Salernitana   |
| 98  | MI   | ITA    | Luca Zanimacchia                      | Juventus      |
| 99  | AN   | ITA    | Marco Nasti                           | A.C Milan     |

Oversigten er opdateret til og med torsdag, 3. juli, 2025, 09:50 (UTC). 
|  |  |

### Tidligere spillere
Nogle af de berømte spillere, der spillede for Cremonese inkluderer:
- Antonio Cabrini
- Enrico Chiesa
- Giovanni Dall'Igna
- Giuseppe Favalli
- Riccardo Maspero
- Michelangelo Rampulla
- Corrado Verdelli
- Gianluca Vialli
- Pasquale Vivolo
- Gustavo Dezotti
- John Aloisi
- Juary
- Władysław Żmuda
- Matjaž Florijančič
- Anders Limpar